# ビナミルク
ビナミルク（英語：Vinamilk）は、ベトナムの大手乳製品製造会社。
同社の標語はInternational quality, Vinamilk quality。

## 概要
1976年に Southern Coffee-Dairy Company の社名で設立。本社はホーチミン。2006年1月にホーチミン証券取引所に上場した。取引コードはVNM。
なお、会長のマイ・キエウ・リエンは2013年のフォーブス誌が選ぶ「アジアで最も成功した女性経営者トップ50」に選ばれた。

## 海外展開
これまでにカンボジア、フィリピンといったアジア諸国に加え、イラク、クウェート、アラブ首長国連邦、オーストラリア、モルディブ、スリナム、米国といった国に製品を輸出している。また、最近では海外での生産体制を整備している。
ベトナム計画投資省は2014年1月、ビナミルクのカンボジアでの生産拠点整備計画を認可した。ビナミルクの発表よると、同社はカンボジアの首都プノンペンに本拠を置くアンコール乳業製品に51％出資し、同国で生産事業を行う。カンボジアの新工場は牛乳1900万リットル、ヨーグルト6400万瓶分、コンデンスミルク8000万缶分の年産能力を持つ見通し。投資額は2300万米ドル（約23億5000万円）だという。またこれに先立つ2013年12月には米カリフォルニアに本拠を置く同業のドリフトウッド乳業の株式70％を700万米ドルで取得している。

## 主力ブランド
- Vinamilk
- Dielac
- Vfresh (ジュースおよび豆乳)
- Vinamilkcafe (コーヒー)

その他、近年は一般高齢者向けの「スーパー・プリベント」や「カルシウム・プロ」、糖尿病患者向けの「ダイエサーナ」など、高齢者をターゲットとする粉ミルクを開発している。